# نادي فيسينداريو
يونيون ديبورتيفا فيسينداريو أو اتحاد فيسينداريو الرياضي (بالإسبانية: Unión Deportiva Vecindario)‏ نادي كرة قدم إسباني تم تأسيسه في عام 1962 ، وتم حله في عام 2015.

## روابط خارجية
- UD Vecindario